# Frank Bainimarama
Đô đốc Josaia Voreqe Bainimarama, được gọi chung là Frank Bainimarama và đôi khi theo danh xưng bộ lạc Ratu(sinh ngày 27 tháng 4 năm 1954), là một sĩ quan hải quân Fiji và là Thủ tướng của Fiji từ năm 2007. Ông đã giữ chức Tư lệnh các lực lượng quân sự Fiji từ năm 1999 đến 2014. Trong khi nắm giữ cương vị Thủ tướng, ông đã tạm nắm giữ nhiều chức bộ trưởng khác nhau: Thông tin, Nội vụ Xuất nhập cảnh, Dịch vụ công cộng, Các vấn đề đa chủng tộc và Thổ dân, Tài chính, và Ngoại giao..